# سلامية

رمز السلمية.

السَّلامِيَّة أو اللاعنفية أو السلمية أو مذهب السلام أو حب السلام أو الُمسالمة وهو شكل من أشكال مناهضة الحرب والعنف، وكلمة سلامية باللغات الأجنبية (pacifism) ابتكرها الفرنسي إيميل أرنو (1864-1921) في مؤتمر عالمي سلمي أقيم في مدينة غلاسكو في سنة 1901، وقد استندوا في دعوتهم للسلمية تبعاً لفلسفة الأديان من المسيحية والبوذية و الهندوسية واليانيسية، ومن أشهر المؤمنين بهذا الفكر هم ليو تولستوي والمهاتما غاندي ومارتن لوثر كينغ وجيمس لاوسون وجيمس بيفل وثيت نات هانه.